# Johann IV. Ludwig von Hagen

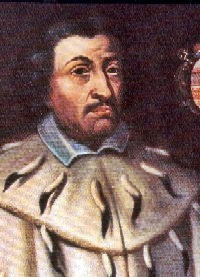
Johann Ludwig von Hagen

Johann Ludwig von Hagen (* 1492; † 23. März 1547 in Ehrenbreitstein) war von 1540 bis 1547 Kurfürst und Erzbischof von Trier.

## Herkunft

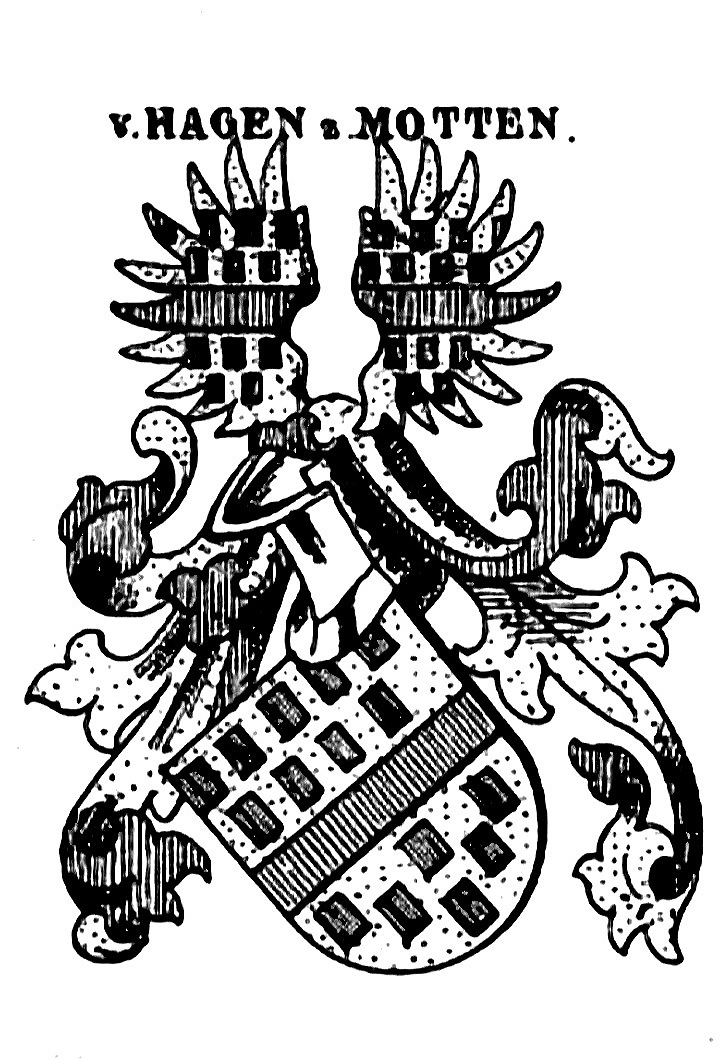
Familienwappen derer von Hagen zur Motten

Er wurde als Sohn des späteren kurtrierischen Amtmannes in Pfalzel, Friedrich II. von Hagen zur Motten, und dessen Frau Sophia von Greiffenclau zu Vollrads, Cousine der Bischöfe Richard von Greiffenklau zu Vollrads in Trier (1467–1531) und Johann III. von Dalberg (Adelsgeschlecht) in Worms (1455–1503), sowie Enkeltochter des Ritters Friedrich von Greiffenclau zu Vollrads (1401–1462), Herr von Eppelborn, der als Witwer in den Franziskanerorden eintrat.
Johann Ludwigs Bruder Heinrich (1480–1547) war Amtmann in Kurtrier.

## Leben

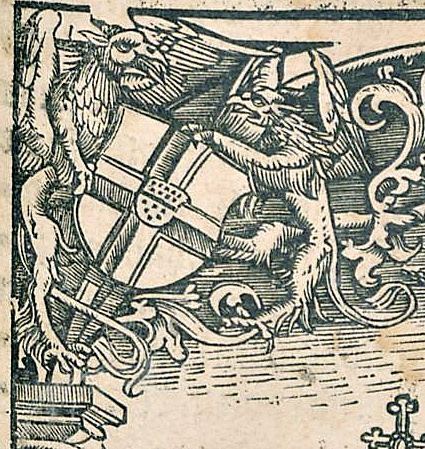
Bischofswappen: Familienwappen der Hagen zur Motten, aufgelegt auf das Trierer Bistumswappen

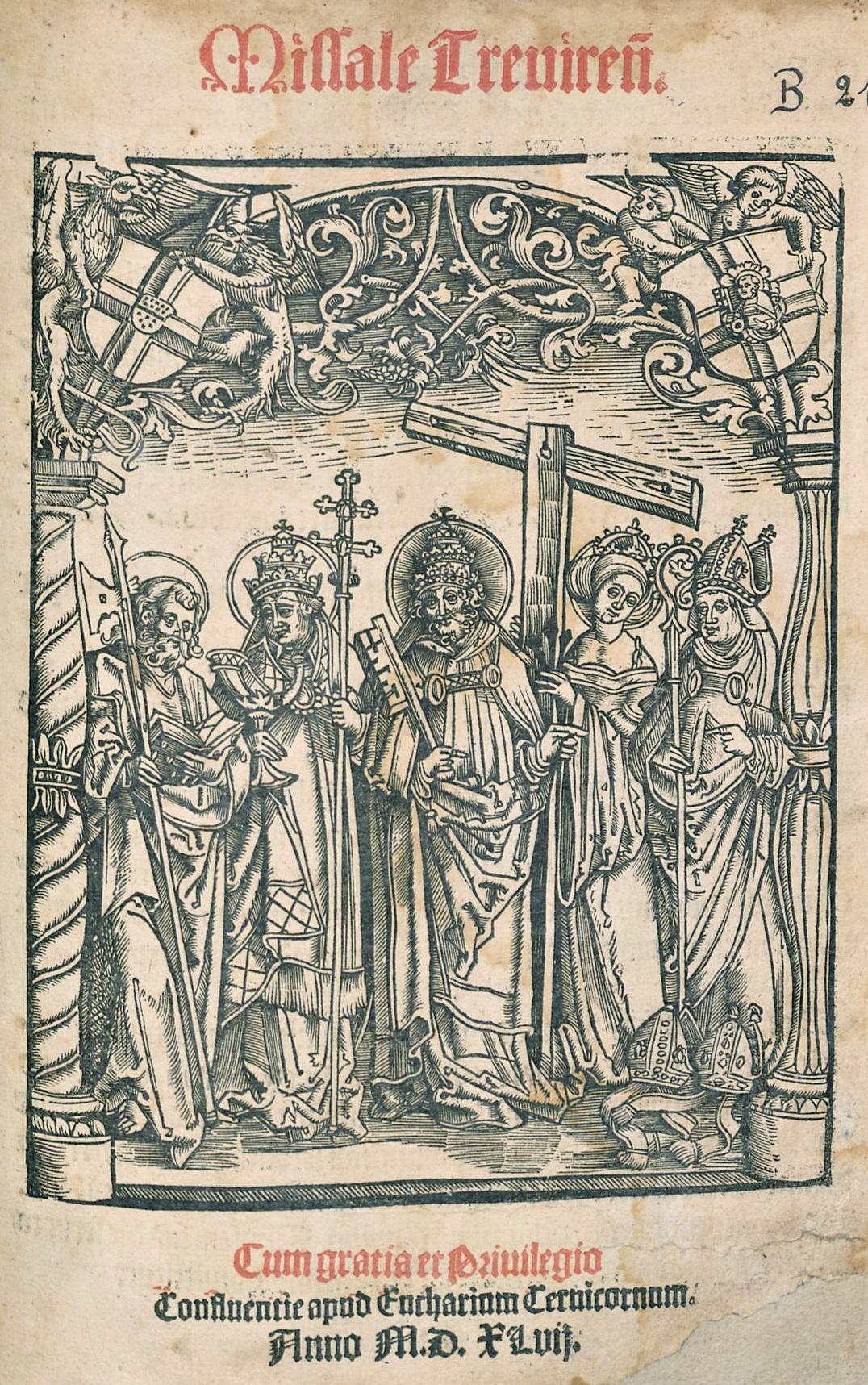
Titelblatt des durch Erzbischof Johann IV. Ludwig herausgegebenen Trierer Missale von 1547. Der Bischof ganz rechts, ohne Heiligennimbus, links oben sein Wappen

Johann Ludwig von Hagen wurde 1510 Domizellar am Trierer Domstift und studierte in Paris sowie in Köln. 1515 Trierer Domkapitular, ernannte man ihn 1518 zum Archidiakon von Karden, 1532 zum Dompropst. 
Am 9. August 1540 wurde er nach dem Tod von Erzbischof und Kurfürst Johann III. von Metzenhausen, als Johann IV. Ludwig, zu dessen Nachfolger  gewählt, trat das Amt an, verzichtete jedoch auf die Erteilung der Bischofsweihe.
Bei seiner Wahl schon krank, widmete sich Johann IV. Ludwig während seiner Regentschaft vor allem kirchlichen Aufgaben. Er versuchte, die sich auch in Kurtrier ausbreitende Reformation zu bekämpfen. 1542 sandte er ein Mahnschreiben zur Erneuerung des Klerus, an alle Landdechanten und Kollegiatstifte. 1544 nahm er am Reichstag zu Speyer teil. Erzbischof von Hagen ließ 1547 ein neues Trierer Missale drucken, das ihn auf dem Titelblatt mit seinem Wappen zeigt.
1546 geriet er in den Krieg gegen den Schmalkaldischen Bund hinein und Teile des Kurstaates, vor allem Koblenz und Umgebung wurden verwüstet.
Johann IV. Ludwig von Hagen fand seine letzte Ruhe im Dom zu Trier; sein Grabmal wurde 1804 zerstört.
Die Allgemeine Deutsche Biographie charakterisiert ihn als „milden, leutseligen Herrn“. Seine besondere Sorge galt den Religionswirren in Deutschland und der Türkengefahr. Wegen der ersteren ordnete er 1541 einen allgemeinen Bittgang an „um durch das Gebet die auf der deutschen Nation lastende Uneinigkeit abzuwenden“.

In der katholischen Pfarrkirche St. Margareta, Frohngau, existiert ein wertvoller Taufstein mit dem Wappen von Bischof Johann IV. Ludwig. Er stammt ursprünglich aus Blankenheim (Ahr) und wurde von ihm gestiftet.

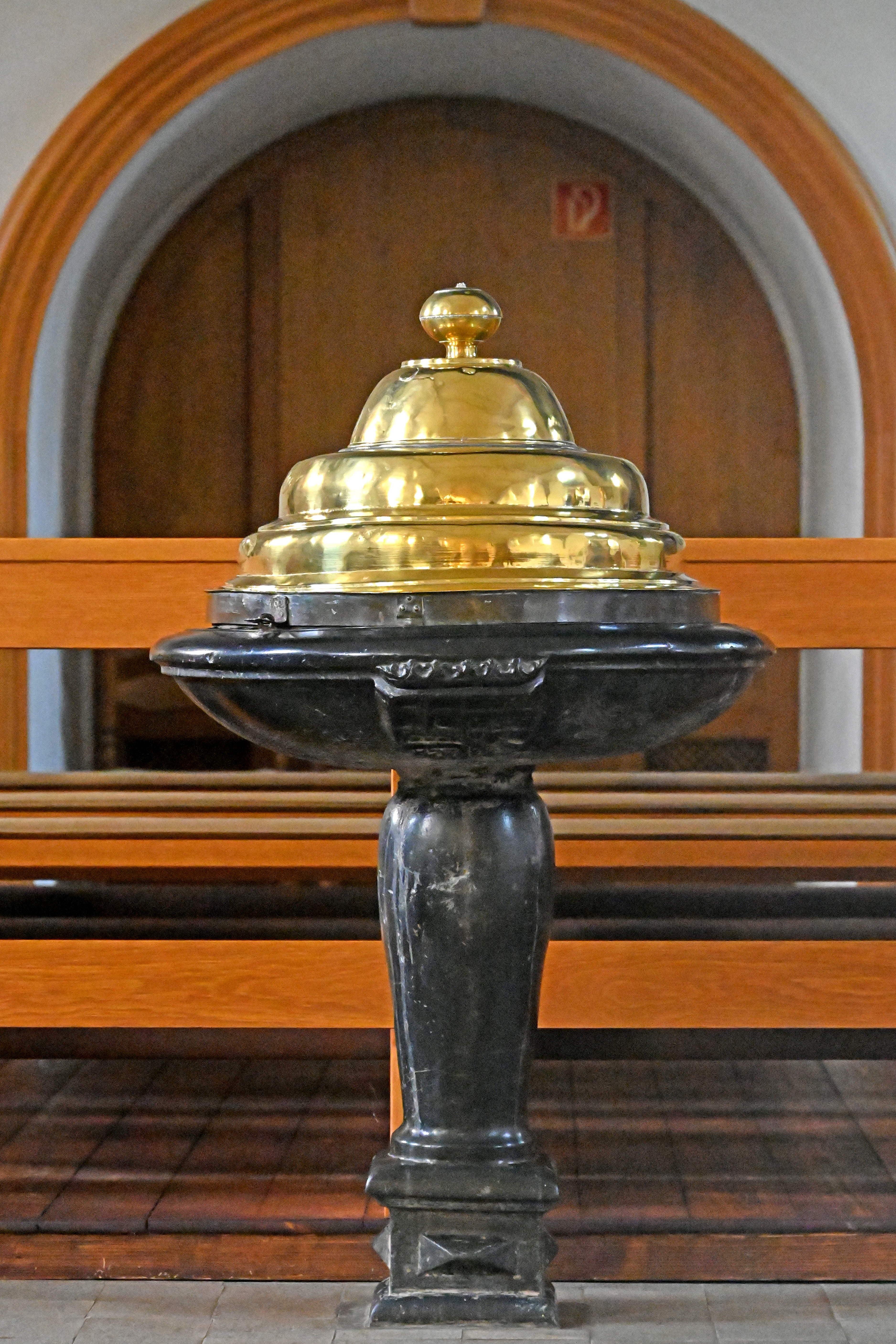
Taufstein, Frohngau
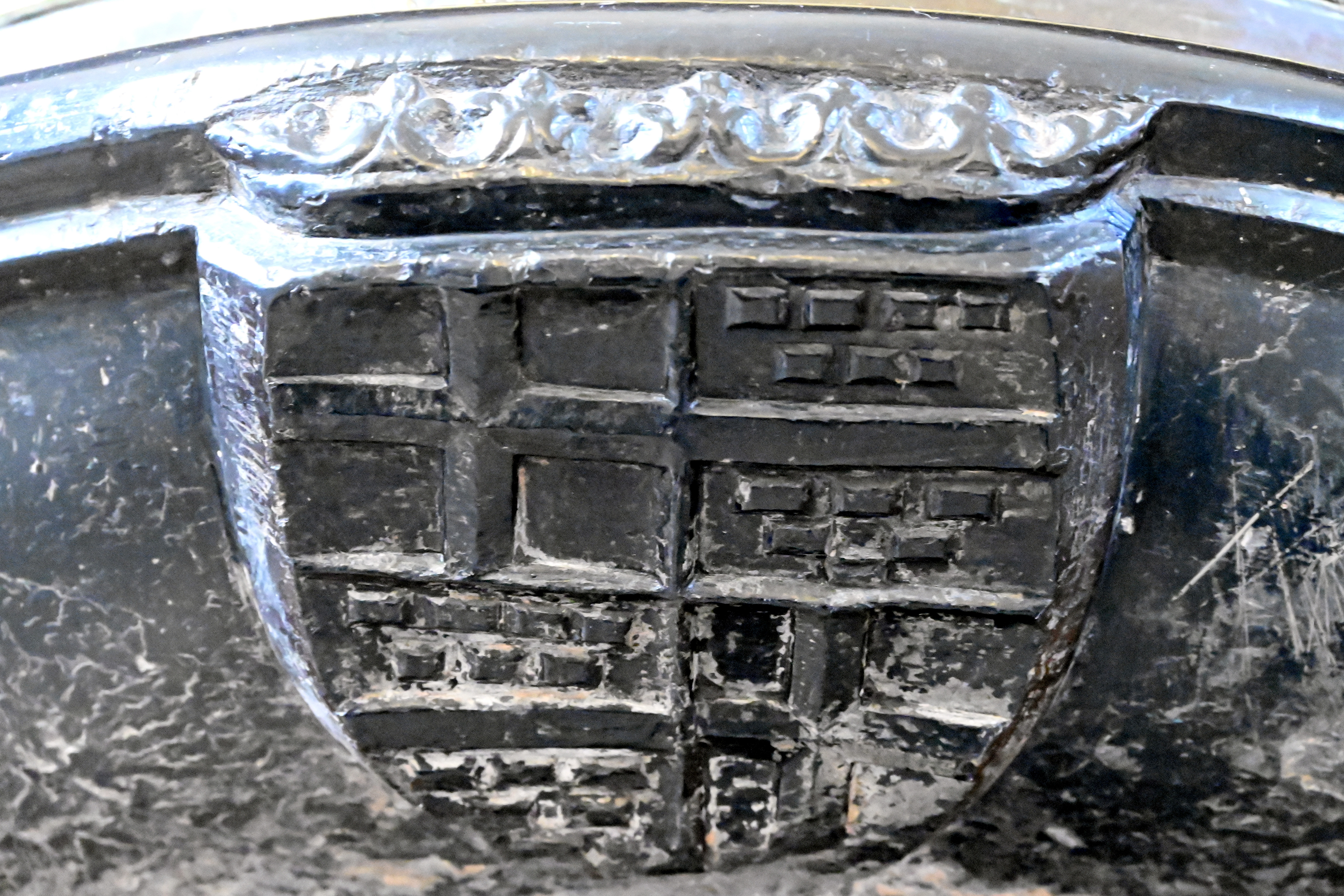
Wappen am Taufstein